# Rolpens
Rolpens of ook wel rol in het zuur is een traditioneel soort lichtzurige worst. Oorspronkelijk werd hij gemaakt van de vleesresten die overbleven na de thuisslacht, die in zakjes genaaid van pens werden gekookt. Tegenwoordig wordt ook wel kunstdarm gebruikt. In Oost-Friesland is een vergelijkbaar gerecht bekend onder de naam Saure Rolle of Sur Rull.
De brij van gemalen rund- en varkensvlees en soms wat vet spek wordt gemengd met bouillon, eiwit, peper, zout, nootmuskaat en kruidnagel en verpakt in de pens. De worsten worden een paar uur gekookt in water met zout. Om de houdbaarheid te vergroten, gaat de worst na het koken geruime tijd in een azijnbad.
Van de worst worden plakken gesneden die met een plak appel gebakken worden. Deze worden bij de warme maaltijd gegeten.
Ambachtelijke slagers maken zelf nog wel rolpens; het wordt ook gemaakt in een fabriekje in Den Haag.